# Acolutha albipunctata
Acolutha albipunctata är en fjärilsart som beskrevs av Holloway 1976. Acolutha albipunctata ingår i släktet Acolutha och familjen mätare. Inga underarter finns listade i Catalogue of Life.